# Лукас Валльмарк
Лукас Валльмарк (швед. Lucas Wallmark; 5 вересня 1995, м. Умео, Швеція) — шведський хокеїст, центральний нападник. Виступає за ХК «Лулео» у Шведській хокейній лізі.
Вихованець хокейної школи «Бйорклевен». Виступав за ХК «Карлскруна», Шеллефтео АІК, ХК «Лулео», ХК «Асплевен».
В чемпіонатах Швеції — 73 матчі (7+16), у плей-оф — 1 матч (0+0).
У складі молодіжної збірної Швеції учасник чемпіонатів світу 2014 і 2015. У складі юніорської збірної Швеції учасник чемпіонату світу 2013.
Досягнення
- Переможець Ліги чемпіонів (2015)
- Срібний призер молодіжного чемпіонату світу (2014)